# Teología comparada
La teología comparada es una disciplina considerablemente nueva dentro de la teología, que se mantiene arraigada en una tradición religiosa particular mientras que progresa comprometida con el aprendizaje interreligioso profundo. Además, aunque la mayoría de las personas que la estudian vienen de la tradición religiosa cristiana, puede tomar como punto de inicio para un estudio la teología de cualquier religión.[cita requerida]

## Relaciones con otras disciplinas

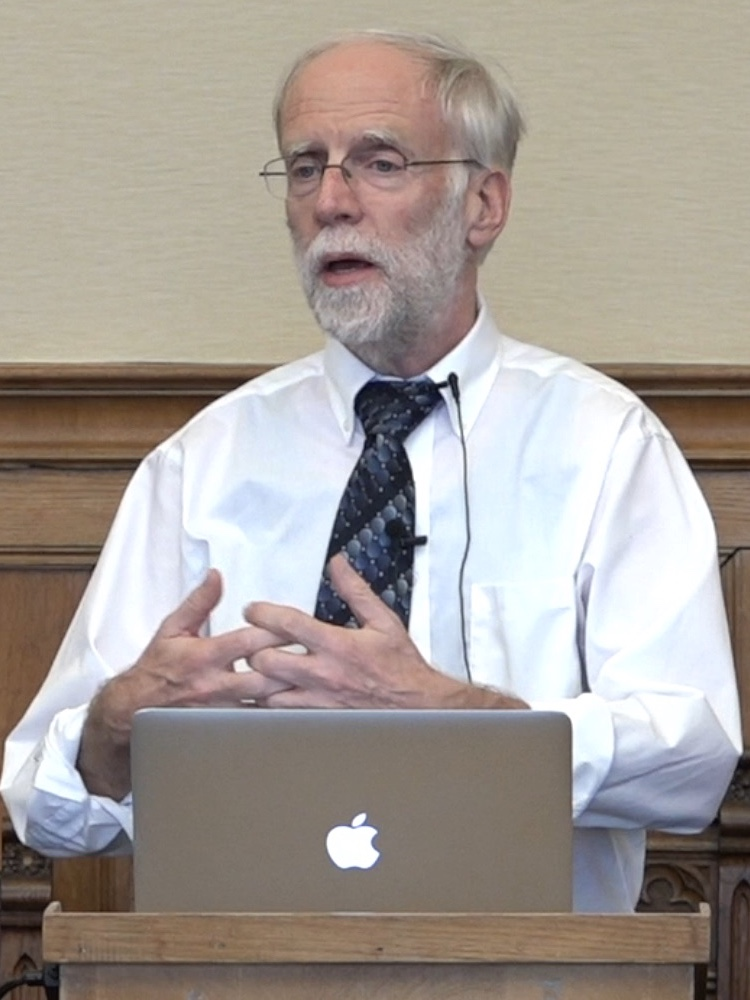
Francis X. Clooney, destacado exponente de la teología comparada.

Francis X. Clooney, una figura destacada dentro de la teología comparada, ve la teología comparada esencialmente como "fe que busca comprensión". Explica el carácter distintivo de la teología comparada aclarando la relación entre la teología comparada y otras disciplinas relacionadas, como la religión comparada, la teología de las religiones y el diálogo interreligioso.

### Teología comparada y religión comparada: Parecidos y diferencias
La teología comparada comparte con la religión comparada un interés en el estudio comparativo de la religión (como indican los nombres de estas). Sin embargo, a diferencia de la religión comparada, que busca examinar las similitudes y diferencias entre una variedad de tradiciones religiosas desde un punto de vista neutral, la teología comparada se centra en el reflejo teológico de la propia religión a la luz de las ideas de otra tradición religiosa. En lugar de enfatizar una posición religiosamente distante, la teología comparada está profundamente arraigada en una tradición religiosa particular. Francis X. Clooney explica:
La teología comparada marca actos de fe que buscan comprensión y que están arraigados en una tradición de fe particular pero que, a partir de esa base, tratan aprender de una o más tradiciones de fe. Este aprendizaje se busca para conseguir nuevas ideas teológicas que partan de las tradiciones recién encontradas, así como de la tradición local.

## Fuentes y metodología

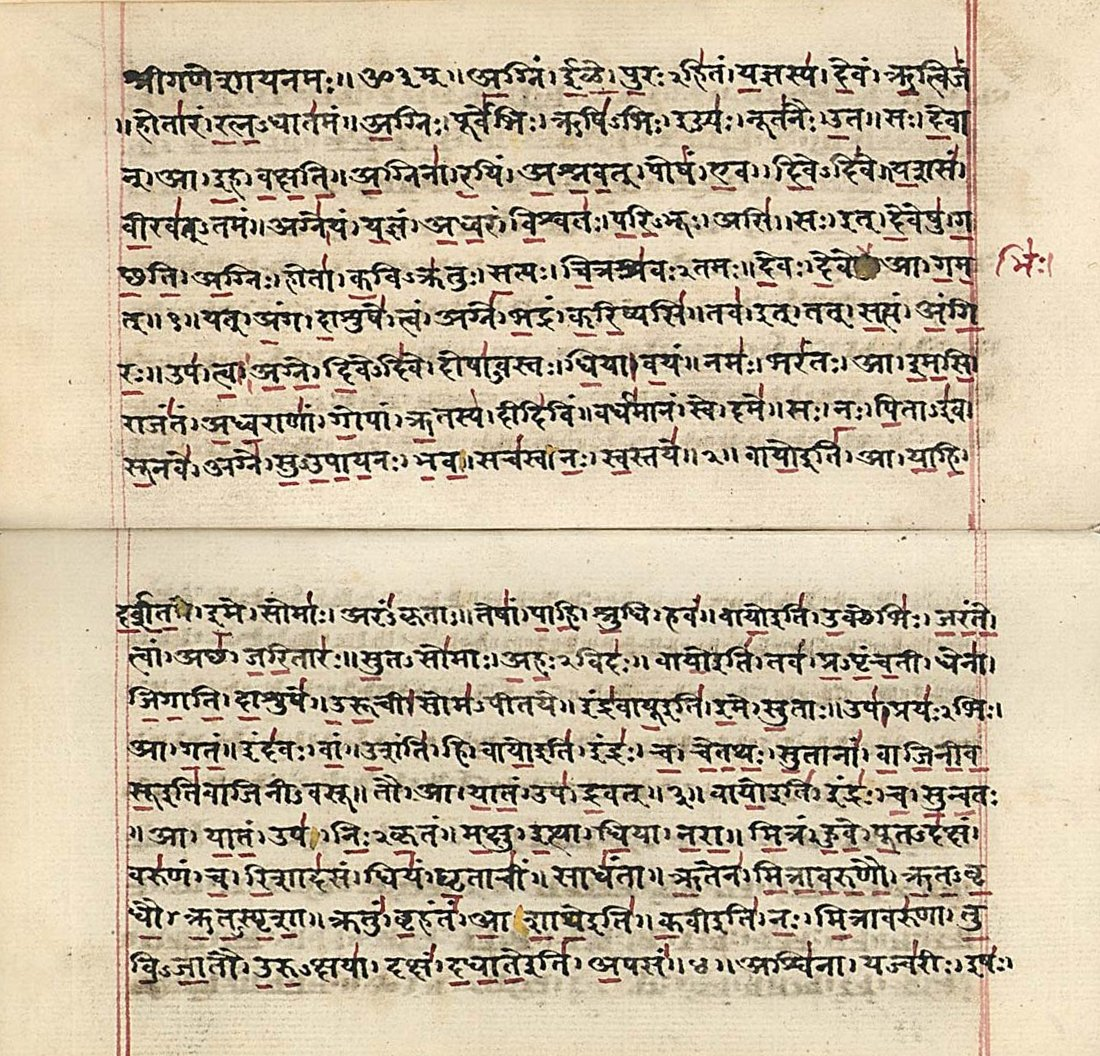
Manuscrito del Rigveda, en devanagari

## Historia y figuras clave

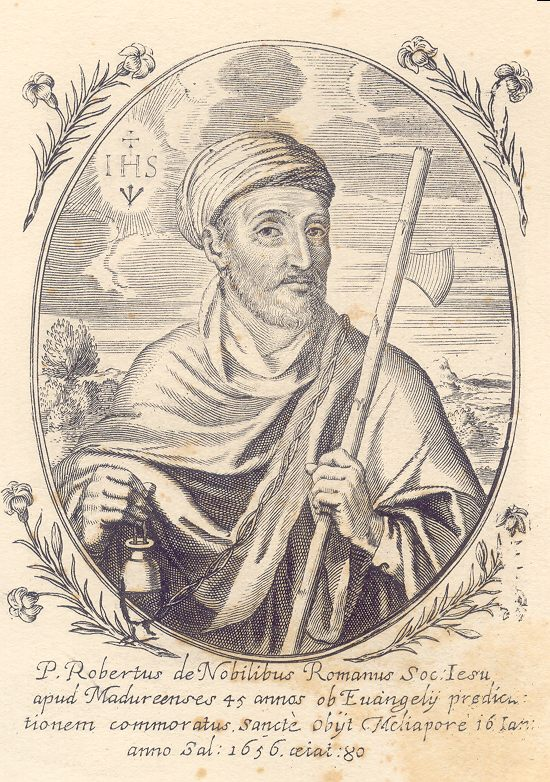
Roberto de Nobili (1577-1656), misionero jesuita en la India

### Teología comparada y teología de la religión: Parecidos y diferencias
La teología comparada comparte con la teología de las religiones un interés teológico por el encuentro entre la fe cristiana y otras religiones; pero desde un ángulo diferente y con un énfasis y objetivo diferentes. La teología de la religión intenta aclarar la relación entre la fe cristiana y otras tradiciones religiosas con respecto a cómo se pueden entender otras religiones a la luz de las afirmaciones normativas de la fe cristiana, en particular, las relacionadas con la salvación y Cristo. La teología de la religión, por tanto, reflexiona desde las afirmaciones teológicas cristianas, basadas en descripciones generales de otras tradiciones religiosas. En contraste con esto, la teología comparada es una teología que busca el aprendizaje religioso. Hace hincapié en un estudio en profundidad de las particularidades de otras tradiciones religiosas en lugar de basarse en descripciones generales. "La teología comparada no se trata principalmente de cuál religión es la verdadera, sino de aprender a través de fronteras religiosas de una manera que revele la verdad de mi fe, a la luz de su fe".

### Teología comparada y diálogo interreligioso: Parecidos y diferencias
La teología comparada comparte con el diálogo interreligioso el compromiso de dialogar y escuchar atentamente al otro religioso. Sin embargo, debe ir más allá de simplemente escuchar: "El estudioso de la teología comparada debe hacer más que escuchar a los demás explicar su fe; debe estar dispuesto a estudiar profundamente sus tradiciones junto con las suyas, tomándose ambas en serio".